# Башкиры Татарстана
Башки́ры Татарста́на — башкиры, проживающие на территории Республики Татарстан.
Условно разделяются на две подгруппы: к первой подгруппе относятся башкиры, являющиеся потомками коренного населения восточных районов Татарстана, а ко второй — башкиры, приехавшие в республику уже в советское и постсоветское время из других регионов Урало-Поволжья.

## Численность и расселение
По данным Всероссийской переписи населения 2010 года в Татарстане проживало 13 726 башкир — 0,36 % всего населения, восьмая по численности национальность республики после татар, русских, чувашей, удмуртов, мордвы, марийцев и украинцев (Таблица 1). Из них в Казани — 12,97 % всех башкир республики и в Набережных Челнах — 43,01 % всех башкир республики. Башкиры проживают во всех муниципальных районах и городах Татарстана, но нигде не образуют значительную часть населения. Особенности расселения в основном совпадают с результатами предыдущей переписи. 88,6 % башкир Республики Татарстан относятся к городскому населению.
По данным Всероссийской переписи населения 2002 года в Татарстане проживало 14 911 башкир. Основная часть башкир проживала в городах. В этом плане прежде всего выделялся город Набережные Челны, где проживала основная масса башкир республики (46,34 % в 2002 г.) и где башкиры составляли 1,4 % (2002 г.) всего населения. Также много башкир было в Нижнекамске и Казани — 11,66 % и 9,81 % от всей численности башкир республики соответственно.
Среди районов с наибольшей численностью башкир лидировали Ютазинский (202 чел.), Нижнекамский (196 чел.), Бугульминский (175 чел.).
Концентрация башкир в Набережных Челнах и Нижнекамске связана с трудовыми миграциями 60-70-х годов XX века (См. Таблицу 2). После распада СССР до 2002 года сохраняется положительный миграционный прирост башкир в Татарстане (См. Таблицу 3).

## Этнографические группы
На территории целого ряда районов Татарстана (Агрызского (132 башкира по переписи 2010 года), Азнакаевского (249), Актанышского (108), Альметьевского (709), Бавлинского (208), Бугульминского (436), Елабужского (517), Лениногорского (262), Менделеевского (168), Мензелинского (50), Муслюмовского (38), Сармановского (103), Тукаевского (206), Ютазинского (192), расположенных на территории историко-географической области расселения башкир) проживают представители этнической группы камско-икских башкир. Язык представителей данной этнической группы относится к нижнебельско-ыкскому говору северо-западного диалекта башкирского языка.
В формировании камско-икских башкир приняли участие племена северо-западной этнографической группы (байлар, буляр, гэрэ, еней, елан, киргиз, юрми), рода ирэкте и сарайлы-мин.
Представители племени байлар, происхождение которого связывают с монгольскими и тюркскими племенами Центральной Азии и Алтая, в конце 1-го тысячелетия расселились в верховьях рек Дёма и Ик. Позднее, в XIII—XIV вв. произошло переселение племени в низовья рек Ик и Мензеля.
Представители племени буляр, происхождение которого связывают с волжскими булгарами, в XIII—XIV вв. расселились в прикамских лесах и низовье реки Степной Зай, а затем и в долинах рек Ик и Сюнь.
Представители племени гэрэ, происхождение которого связывают с монгольскими и тюркскими племенами Центральной Азии, в XII—XIII вв. расселилось в нижнем течении реки Белая, а затем, в конце XIV—XV вв. часть племени переселилась в междуречье рек Буй и Быстрый Танып.
Представители племени еней, происхождение которого связывают с волжскими булгарами, в XII—XIII вв. расселилось по рекам Степной Зай и Шешма, а затем, в XIV—XV вв. переселилась в долину нижнего течения реки Белая и в междуречье рек Ик и Сюнь.
Представители племени киргиз, происхождение которого связывают с тюркскими племенами Центральной Азии и Алтая, в XIII—XIV вв. расселились в бассейне нижнего и среднего течения реки Сюнь и реки Ик при впадении в неё реки Усень.
Представители племени ирэкте, происхождение которого связывают с родом кара-табын племени табын, в XV веке переселилось в бассейн реки Ик.
Представители племени юрми, происхождение которого связывают с волжскими булгарами, в XII—XIII вв. расселились в по рекам Степной Зай и Шешма, а в XIII—XIV вв. и по среднему течению реки Ик.
Земли рода сарайлы-мин располагались в долинах рек Мензеля, Ик, Степной Зай и их притоков.
В XVII — 1-й половине XIX века камско-икскими башкирами было основано несколько десятков населённых пунктов, входившие в состав волостей. В 1834 году на территории Мензелинского, Елабужского, Бугульминского и Сарапульского уездов находились следующие башкирские поземельные волости: Енейская, Байлярская, Булярская, Гарейская, Еланская, Иректинская, Киргизская, Сарайли-Минская и Юрмийская волости.
В настоящее время часть территорий расселения племени байлар входят в состав Агрызского, Актанышского, Бавлинского, Елабужского, Мензелинского, Нурлатского, Сармановского и Тукаевского районов Республики Татарстан, племени буляр — в состав Актанышского, Мензелинского и Муслюмовского районов Республики Татарстан, племен гэрэ и еней — в состав Актанышского района Республики Татарстан, племени киргиз — в состав Бавлинского и Тукаевского районов Республики Татарстан, племени ирэкте — в состав Муслюмовского района Республики Татарстан, племени юрми — в состав Азнакаевского, Альметьевского и Лениногорского районов Республики Татарстан, рода сарайли-мин — в состав Сармановского и Тукаевского районов Республики Татарстан.

## Культура
Традиционное у камско-икских башкир полукочевое скотоводство к концу XVII века сменяется земледелием. При ведении хозяйства использовались переложная и подсечно-огневая системы, трёхпольный севооборот. Возделываются рожь, овёс, пшеница. Также было развито огородничество, в основном посадка картофеля. Спектр занятий был широк — животноводство, птицеводство, бортничество, охота, рыболовство, различные ремесла.
Селения камско-икских башкир (аулы) как правило, насчитывали до 100 дворов. Дома строились из бревен. Крыши домов делались двухскатными.
На части территории Татарстана был распространён Северо-западный костюмный комплекс башкир. Данный комплекс характеризуется широким использованием при изготовлении одежды конопляных, а затем хлопчатобумажных тканей домашней выработки. Из них изготавливали женские платья и фартуки, мужские рубахи, штаны. Из домотканины в узкую полоску шили верхнюю
одежду сыба (чыба). В начале XX века тканые платье и фартук составляли праздничный комплект для молодых и средних лет женщин, а для мужчин и пожилых женщин привычной будничной и праздничной одеждой был обшитый позументом безрукавный камзол.

## История

### Башкиры и Волжская Булгария
Согласно сведениям Ибн-Фадлана граница между Волжской Булгарией и страной башкир в 921—922 гг. проходила по реке Большой Черемшан. В X—XIII вв. западные башкиры входят в состав Волжской Булгарии. Некоторые башкирские племена происходят от волжских булгар. Вокализм башкирского языка очень близок к системе гласных в чувашском языке — прямом потомке булгарского.
Весной 1229 года тридцатитысячное войско монголов двинулось на Запад и к осени оно было в степях Яика и Итиля, где встретили упорное сопротивление со стороны башкир и их союзников булгар. В 1232 году монголы планировали захватить столицу Волжской Булгарии — Биляр, но были остановлены на главных оборонительных рубежах по рекам Большой Черемшан и Кондурча. Но в последующих походах монгольским захватчикам всё-таки удалось покорить башкир и булгар. По сообщению Рашид ад-Дина, осенью 1236 года монголы выступили «в поход против буларов и башгирдов и в короткое время, без больших усилий, захватил их». Хотя страны Булар и Башгирд были завоеваны, но их жители «снова восстали».

### В составе государств чингизидов
В начале XIII века большая часть Восточной Европы подвергалась нападению монгольских кочевников. Одним из первых удар захватчиков приняла на себя Булгарское государство, в составе населения которого были и северо-западные башкиры. После разгрома Волжской Булгарии в 1236 году Башкортостан находился под властью монголов, а позже входит в состав Золотой Орды, которую основал хан Батый в 1243 году. Башкиры должны были платить золотоордынскому хану ясак, которым были обложены даже грудные младенцы. Помимо ясака башкиры должны были поставлять монгольской аристократии лошадей для перевозки грузов и ханских послов. Во время захватнических и других походов монголо-татарские ханы также требовали участия в них коренных народов. Башкирам приходилось также снаряжать за свой счет определённое количество воинов с годовым запасом продовольствия и запасными лошадьми по их требованию. Собственные старинные земли башкирских племен с начала XIII века признавались и подтверждались как вотчинные Золотой Ордой, а также после её распада Казанским ханством во главе с ханами — чингизидами.
В XIV—XV веках Золотая Орда распалась на несколько государств. Территория Башкортостана оказалась разделённой на три части:
- южная и центральная части её попали под власть Ногайской орды;
- западная и северо-западная части — под власть Казанского ханства;
- восточная и северо-восточная части — под власть Сибирского ханства.

После распада Золотой Орды, часть территорий населённых башкирами (среднее и нижнее течение реки Ик, долина реки Мензеля, низовья реки Белая и левобережье Камы), попадает в состав Казанского ханства. В целом характер взаимодействия казанских ханов с башкирами сводился к попыткам привлечь последних на военную службу в обмен на тарханные грамоты. Подобная политика позволила привлечь в долину реки Ик ряд башкирских племен.
Князь Андрей Курбский писал что, в Казанском царстве, кроме татарского, — пять различных языков: арский, башкирский, мордовский, черемисский и чувашский.
Ханства находились в постоянной вражде между собой, а от междоусобных войн сильно страдало башкирское население. Поэтому, западные башкиры не поддержали правителей Казанское ханства во время решительного наступления на него русских войск, ибо в лице хана они видели поработителя и угнетателя.

### Вхождение в состав Русского государства
После разгрома Казанского ханства в 1552 году, царь Иван Грозный призвал башкир перейти в русское подданство, сохранив башкирам их земли, местное правление и религию, но обязав служить в русской армии или платить ясак. Башкирские рода и племена, проживавшие на территории современного Татарстана, в числе первых провели подобные переговоры с боярином А. Б. Горбатым-Шуйским в Казани. В 1554 году западные башкиры перешли в русское подданство. Представители родов получили жалованные грамоты, предводители были произведены в тарханы, князья, старосты. Башкирам гарантировались соблюдение вотчинного права, свобода вероисповедания, сохранение самоуправления, военная защита. Башкиры обязались выплачивать ясак и нести воинскую повинность.

### Башкирские восстания XVII—XVIII веков в Прикамье
Башкиры неоднократно поднимали восстания направленные против усиления феодального гнёта, нарушением вотчинных прав, религиозному ущемлению и т. д. Одним из первых крупных восстаний башкирского народа в Прикамье является восстание 1662—1664 годов.
Причинами следующего башкирского восстания 1681—1684 годов явилось нарушение вотчинных прав народа и начало насильственной христианизации нерусского населения. Главным предводителем восстания являлся Сеит Садиир, именуемый народом как Сеит-батыр и в ходе восстания объявленный Сафар-ханом. Основным очагом сопротивления восставших, была Западная Башкирия, район Закамской черты, территория которой подвергалась в то время усиленной колонизации и христианизации. В начале 1682 года отряды повстанцев напали на крепости Закамской черты (Мензелинск, Заинск, Шешминск и другие). Для подавления восстания были направлены войска. К середине июня 1683 года в районе Мензелинска были сосредоточены крупные силы правительственных войск под командованием князя Ю. С. Урусова, вскоре они перешли к решительным действиям и в ряде сражений около Мензелинска и других закамских крепостей нанесли поражение восставшим. В результате кровопролитного сражения башкиры потерпели поражение и были рассеяны. Но Сеит Садиир не был пойман и продолжал борьбу в пределах Сибирской дороги. После подавления восстания, часть башкир, под принуждением калмыков, решила сменить подданство и ушли под покровительство калмыцкого тайши Аюки. К нему отъехало «ицких и бельских башкирцов и чюваш половина с женами и с детьми». Жестокость сорокатысячного калмыцкого войска, заставила башкирских повстанцев прекратить борьбу против Русского государства. Этому способствовало и заявление царского правительства о том, что оно никогда не издавало указа о насильственном крещении мусульман. В итоге, царское правительство вынуждено было отказаться от насильственной христианизации мусульман.
В начале XVIII века с проведением в жизнь Петром I активной внешней политики и войн за выход в море, требовало огромных расходов. Появились очень много новых налогов и сборов с населения. Среди недовольных действиями властей башкир вновь начались восстания, известное как Башкирское восстание в 1704—1711 годах.
Башкирские восстания в 1735—1740 гг. являлись крупнейшими из серии башкирских восстаний в XVII—XVIII вв. Для организации мер по подавлению и наказанию башкир, участвовавших в восстаниях, правительством по указу императрицы Анны Иоанновны была создана Комиссия башкирских дел со штабом в городе Мензелинск.

### Западные башкирские кантоны
Кантонная система управления в Башкирии введена по указу Российского императора от 10 (21) апреля 1798 года с целью укрепления юго-восточных границ России и усмирения башкирского края. По этому указу из башкир и мещеряков Пермской, Оренбургской и Вятской губерний было образовано иррегулярное войско — Башкиро-мещерякское войско, которое разделилось на 11 башкирских и 5 мещерякских кантонов. До 1803 года башкирские кантоны, находившиеся на территории современного Татарстана, располагались в Оренбургской губернии: в Бугульминском уезде — 10-й Башкирский кантон и в Мензелинском уезде — 11-й Башкирский кантон. После образования нового башкирского кантона и административных изменений, западные башкирские кантоны включали: 11-й кантон, кроме Мензелинского уезда Оренбургской губернии, туда вошли Елабужский и Сарапульский уезды Вятской губернии, а Бугульминский уезд — в состав 12-го Башкирского кантона.
9 ноября 1806 года, Александр I повелел министру военных сухопутных сил генералу С. К. Вязмитинову сформировать 10 башкирских полков для войны с Наполеоновской Францией. В общем, в действующую армию было отправлено 10000 башкир. После начала Отечественной войны 1812 года, из башкир были сформированы 15 полков. В том числе из 11-го башкирского кантона — 6-й Башкирский полк и частично 5-й, а из башкир 12-го кантона — 13-й, а также частично 5-й и 12-й Башкирские полки.
В 1855 году существующие кантоны были преобразованы: на территории Елабужского и Сарапульского уездов был образован 17-й башкирский кантон (часть бывшего 11-го кантона), на территории Мензелинского уезда — 18-й и 19-й башкирские кантоны (территории бывшего 11-го кантона). А часть бывшего 12-го кантона вошла в состав 23-го башкирского кантона.
Отмена Кантонной системы управления в Башкирии в 1865 году явилась составной частью Крестьянской реформы 1861 года.

### Конец XIX — начало XX вв.
В конце XIX — начале XX веков в Мензелинском уезде Уфимской губернии, Бугульминском уезде Самарской губернии, а также в южной части Елабужского и Сарапульского уездов Вятской губернии проживало значительное число башкир. Проводившиеся в Российской империи в учёты населения зафиксировали несколько сотен сёл с башкирским населением в указанных выше уездах. Часть этих сел были в этническом отношении смешанными — башкиро-тептярскими, башкиро-тептяро-мишарскими, однако вплоть до XX века в этом регионе преобладали башкиры. На рубеже XIX—XX веков ни в одном из уездов Уфимской губернии казанские татары, мишари и тептяри, вместе взятые не превалировали над башкирским населением. Для примера, по данным Подворной переписи населения 1912—1913 гг в Мензелинском уезде Уфимской губернии проживало всего 450 239 чел. из них: башкир — 154 324 чел. (или 33,7 %), русских — 135 150, (29,5 %), татар — 93 403 (20,4 %), тептярей — 36 783 (8,0 %), крещеных татар — 26 058 (5,7 %), мордвы 6 151 (1,34 %), чувашей — 3 922 (0,85 %) и марийцев 2 448 (0,54 %).
После Февральской революции началось демократическое развитие России. Преобразования коснулись и территорий нынешнего Татарстана населенных тогда башкирами. В мае 1917 года на проходивший в Москве I Всероссийский мусульманский съезде произошло обсуждение внутреннего устройства новой России. Большинство представителей высказалась за федеративное устройство на основе национальных автономий и лишь казанская делегация предлагала создать национально-культурную автономию в составе унитарного государства. 22 июля 1917 года на объединённом заседании II Всероссийского мусульманского съезда, I Всероссийского мусульманского военного съезда и Всероссийского съезда мусульманского духовенства была принята Декларация о культурно-национальной автономии тюрко-татар Внутренней России и Сибири.
Существовали и другие проекты в отношении данных территорий. Уже на первом Всеобщем съезде башкир состоявшимся 20-27 июля 1917 года в Оренбурге были приняты резолюции о национально-территориальной автономии Башкирии. В исполнение этих планов Положения III Всебашкирского учредительного курултая «Временные, до окончательного применения к жизни основных законов, меры по осуществлению автономного управления Башкурдистана» принятые 15-18 декабря 1917 года гласили: «Для введения автономного управления в западной Башкирии, а именно: в западных частях Уфимской, Самарской и Пермской губерний, должны быть созваны там не позже января 1918 года уездные съезды. На этих съездах мусульмане западной Башкирии должны организовать кантональные управления и тем взять бразды правления в свои руки». Сложность выбора в условиях хаоса в стране отразилась и на уровне местного самоуправления. Так на проходившем 26-29 января 1918 г. Мензелинском мусульманском съезде с участием представителей Бугульминского, Елабужского и Бирского уездов был поставлен вопрос об отношении к идее Урало-Волжского штата и большинство делегатов съезда высказалось за территориальную автономию Башкортостана.
Однако затем делегаты проголосовали за вхождение в состав Идель-Урал Штата.
26 января 1920 года Политбюро ЦК РКП(б) принимает решение образовать Татарскую Автономную Советскую Социалистическую Республику. На основании принятой резолюции для подготовки организации этой республики формируется специальная «тройка» при СНК РСФСР и техническая комиссия при Наркомнаце РСФСР. Техническая комиссия посчитала необходимым включить в состав ТАССР всю бывшую Уфимскую губернию, за исключением территорий, вошедших в Малую Башкирию (при этом комиссия учитывала позицию лидера башкирского национального движения А. З. Валиди, считавшего башкирское население данного региона «уже давно отатарившимся», и поэтому подлежащем включению в Татарскую республику.
В 1920—1921 годах территории Мензелинского, Бугульминского, Сарапульского, Елабужского уездов административным решением центральных властей Москвы были включены в состав новообразованной Татарской АССР. В пределах Татарской АССР оказались почти все вотчинные земли башкир племени байлар, большая часть земель племени еней, буляр и юрми (см. в разделе Этнографические группы), часть земель родов кыргыз (в Актанышском и Ютазинском районах), гэрэ (в Актанышском районе) и елан (в Бавлинском районе), а также обширные земли минских и табынских башкир.
В 1920-е годы Правительство Башкирской АССР, БашЦИК и Башкирский обком РКП (б) предпринимали действия по включению территорий современных восточных районов Республики Татарстан в состав Башкирской автономии.
По первой переписи населения Российской империи 1897 г. на территории Мензелинского, Бугульминского, Елабужского, Сарапульского уездов проживало 166598 башкир (указавших в качестве своего родного языка башкирский) (См. Таблицу 4). По данным Всероссийской переписи населения 1920 года в Татарской АССР проживало 139858 башкир и тептярей. Однако по результатам Всесоюзной переписи в 1926 году численность башкир в Татарской АССР резко снизилась до 1752 человек. Причину этого современные исследователи находят в искусственном изменении национальности, связанным с политикой государственно-административного аппарата ТАССР, а также в языковой и этнической ассимиляции.
Среди факторов, обусловивших языковую и этническую ассимиляцию, как правило указываются следующие:
- близость башкир и татар в языковом и культурно-бытовом отношении. Значимым фактором, повлиявшим на ассимиляцию было приобретение башкирами черт татарской культуры, вызванное близостью языка, обучением на татарском языке, распространением татарской литературы. Все это привело к формированию у башкир двойного этнического самосознания.
- схожесть социально-экономических отношений в группах татар-припущенников и башкир-припущенников. А. З. Асфандияров отмечает, что в западных уездах Уфимской губернии проживало 36 % башкир-припущенников. Их совместная с татарами-припущенниками зависимость от башкир-вотчинников и обусловила быструю ассимиляцию. Ассимиляции сильно способствовало однотипное хозяйство. Западные башкиры, как и татары, занимались земледелием, жили оседло.
- одинаковое вероисповедание. И башкиры, и татары исповедуют ислам, таким образом религия не могла стать барьером, препятствующем ассимиляции.
- политические факторы. Включение территорий бывших Бугульминского, Мензелинского, Елабужского и Сарапульского уездов в состав Татарской АССР, с последующим изданием периодики, ведением школьного обучения лишь на одном — татарском языке.
- демографический фактор. Возрастание числа припущенников. Некоторые уезды подверглись значительному притоку мишарского и тептярского населения, что привело к тому, что уже, например, в 1863 году в Мензелинском уезде на 100 жителей уезда приходилось 39 переселенцев, а в Бугульминском уезде — 36,5 переселенцев.
- территориальное смешение татар и башкир. Уже к началу XIX в. значительно увеличилась доля смешанных деревень, где наряду с башкирами проживали казанские татары, мишари, тептяри. В Бугульминском уезде доля таких деревень достигла 89,7 %, а в Мензелинском — 58,7 %.
- увеличение смешанных браков между татарами и башкирами. Нарушение эндогамии. Д. М. Исхаков отмечает, что в первом десятилетии XX века в северо-западной зоне доля башкир, чьи матери были небашкирками (в большинстве случаев являлись татарками) достигала 60 %[40].

По утверждению Хамидуллина Б. Л., вхождение части территорий, населённых башкирами в состав Казанского ханства, его экономическое и политическое влияние на прилегающие территории, нахождение башкир в составе ханского войска способствовало начавшемуся в XVI веке смешению башкир с татарами.
Ликвидации всех форм собственности на землю советским Декретом о земле в 1917 году, в том числе вотчинного права башкир привело к ослаблению и ускорению их поглощения другим этносом.
В дальнейшем, по мнению кандидата философских наук Асылгужина Р. Р., часть башкирских учёных-филологов лишь усугубили ситуацию, отказываясь признать разговорную речь северных и северо-западных башкир в качестве составной части башкирского литературного языка (северо-западный диалект башкирского языка).
Ассимилированная группа в настоящее время рассматривается как тептяро-башкирская этнографическая группа в составе казанских татар.

## Национально-культурные автономии башкир Республики Татарстан
В настоящее время в Республике Татарстан действует четыре национально-культурных автономии башкир. Своим появлением они обязаны башкирским культурным обществам, которые появились в республике в начале 90-х годов XX века. В 1990 году в Казани было образовано башкирское культурное общество «Башкорт йорто», в 1992 году в Набережных Челнах — башкирское культурное общество «Юлдаш» и в Нижнекамске - башкирское общество "Урал". Члены этих обществ представили башкир на Первом съезде народов Татарстана, проведённым мае 1992 года.
В 1998 году на основе Федерального закона «О национально-культурных автономиях» в городе Нижнекамске на базе МБОУ "СОШ №2" (директор Резяпова Альфия Хазивалиевна из РБ) по инициативе Хасанова Г.А. и Мухутдинова Р.С. была создана Местная общественная организация Башкирская национально-культурная автономия «Урал» города Нижнекамска, а также был создан башкирский фольклорный ансамбль «Сал Урал», который в декабре 1998 году начал свои первые выступления на первом фестивале Дружбы народов города Нижнекамска. В 09.08.1999 году в Казани общество «Башкорт йорто» было преобразовано в Национально-культурную автономию башкиp города Казани (закрыта 30.11.2009г). В 19.09.2000 году «Юлдаш» также был преобразован в Местную общественную организацию Башкирскую Национально-культурную автономию «Шонкар» города Набережные Челны. По инициативе этих организаций в мае 2003 года был созван I курултай башкир Республики Татарстан, на котором создана четвёртая автономия — Национально-культурная автономия башкир Республики Татарстан.

## Известные башкиры — уроженцы края
- Алиев, Такиулла Абдулханнанович (1894—1957) — инженер-энергетик, деятель Башкирского национального движения.
- Мутин, Ильдархан Ибрагимович (1888—1938, родился в деревне Такталачук нынешнего Актанышского района) — один из лидеров Башкирского национального движения, член Башкирского Правительства, общественный и государственный деятель.
- Фахретдинов, Габдрахман Ризаитдинович — государственный деятель, переводчик, участник Башкирского национального движения[46].
- Фахретдинов, Габдул-Ахад Ризаитдинович — экономист, член Всероссийского учредительного собрания, Комуча[47].
- Тагиров, Афзал Мухитдинович (1890—1938, родился в деревне Абдрахманово нынешнего Альметьевского района) — башкирский советский писатель, государственный и общественный деятель, председатель ЦИК Башкирской АССР (1931—37), член Президиума ЦИК СССР (1932—1937).